# Lijst van rampen in het Verenigd Koninkrijk
Dit is een lijst met rampen op het grondgebied van het Verenigd Koninkrijk. Vanwege de overzichtelijkheid is de lijst opgedeeld in de volgende deellijsten:
- Lijst van rampen in Engeland
- Lijst van rampen in Noord-Ierland
- Lijst van rampen in Schotland
- Lijst van rampen in Wales